# Polisportiva Fascista Ternana 1928-1929
Questa pagina raccoglie le informazioni riguardanti la Polisportiva Fascista Ternana nelle competizioni ufficiali della stagione 1928-1929.

## Rosa
| N. |                   | Ruolo | Calciatore         |
| -- | ----------------- | ----- | ------------------ |
|    | Italia (bandiera) | D     | Carlo Alberghini   |
|    | Italia (bandiera) | D     | Pietro Aldisio     |
|    | Italia (bandiera) | C     | Rolando Bellini    |
|    | Italia (bandiera) | A     | Ferruccio Biagioli |
|    | Italia (bandiera) | C     | Ampelio Cabiati    |
|    | Italia (bandiera) | D     | Antonio Dellantoni |
|    | Italia (bandiera) | D     | Guido Ferrari      |
|    | Italia (bandiera) | D     | Giuseppe Frigeri   |

| N. |                   | Ruolo | Calciatore       |
| -- | ----------------- | ----- | ---------------- |
|    | Italia (bandiera) | C     | Alfredo Lo Moro  |
|    | Italia (bandiera) | D     | Oddo Mauri       |
|    | Italia (bandiera) | P     | Eraldo Pangrazi  |
|    | Italia (bandiera) | C     | Mario Pierucci   |
|    | Italia (bandiera) | D     | Leopoldo Riccini |
|    | Italia (bandiera) | C     | Brenno Romboli   |
|    | Italia (bandiera) | P     | Bruno Sintino    |
|    | Italia (bandiera) | C     | Gino Vandelli    |